# Carlos Terrazas Sánchez
Carlos Terrazas Sánchez (Bilbao, Vizcaya, 9 de febrero de 1962) es un entrenador de fútbol español. Actualmente es mánager general y entrenador de la AD Hogar Alcarreño, conjunto castellano-manchego de la Preferente

## Trayectoria
Empezó entrenando en el Club Deportivo Santurtzi en la temporada 1994-95. Ha dirigido al Zalla Unión Club, al que ascendió a Segunda División B. Durante sus inicios, también ha entrenado al filial del Athletic Club, el Bilbao Athletic y a la Gimnástica de Torrelavega de Cantabria.
Su primer gran éxito deportivo como entrenador se produjo en el Burgos Club de Fútbol en la temporada 2000-2001, con el cual se proclamó campeón del grupo II de Segunda División B, contando con jugadores como Iñigo Arteaga Nieto, Lucio Arnáiz, Daniel Pendín y muchos más. En la liguilla se enfrentaría al Sabadell, Ceuta y Orense, consiguiendo el ascenso a Segunda División.
Volvió nuevamente, al Bilbao Athletic. En esta última etapa en Lezama, Terrazas también se ocupó de la coordinación del fútbol base en el club vizcaíno. Tras su salida del Athletic, dirigió nuevamente al Burgos antes de recalar en el Asociación Deportiva Ceuta al que metió en play-off de Ascenso a Segunda División A, el conjunto norteafricano terminó la Liga en la tercera plaza y fue eliminado por el Hércules Club de Fútbol.
En la temporada siguiente entrenó media temporada al Barakaldo Club de Fútbol. Al año siguiente fichó por la Sociedad Deportiva Eibar, donde el mismo presentaría su dimisión después de caer en Estadio Municipal de Ipurúa por 0 a 3. Al año siguiente fue fichado por el Real Jaén Club de Fútbol donde permanece hasta comienzos de la temporada 09-10; y tras el éxito deportivo durante la primera campaña en la que fue fichado, el club le cambió su contrato por el de mánager deportivo. En el equipo jiennense es donde ha conseguido el récord de cinco victorias en los cinco primeros partidos, frente al Écija Balompié al que ganarían por 0-1, frente a la Real Balompédica Linense en el Nuevo Estadio de la Victoria por 3-2, frente al Club Deportivo Guadalajara por 0-1, frente al Club Deportivo Roquetas en el Nuevo Estadio de la Victoria por 1-0 y frente al Granada 74 Club de Fútbol por 1-3. Estuvo a punto de subir con el Real Jaén CF, cayendo en la última ronda. El 26 de agosto de 2009 presenta su dimisión irrevocable tras el partido de Copa del Rey frente al Estepona (0-1), aludiendo motivos de salud y personales.
A finales de septiembre de 2010 y con la temporada comenzada, se hace cargo del Club Deportivo Guadalajara, encuadrado en el grupo 1 de Segunda División B, con la intención de subir a este equipo por primera vez a la Segunda División española. Carlos Terrazas consiguió su objetivo: el Deportivo Guadalajara logró el ascenso el 26 de junio de 2011, al derrotar al Club Deportivo Mirandés en Anduva (1-2), en el último partido de la fase de ascenso a Segunda División. Ya en la categoría de plata, consiguió alcanzar la permanencia en la temporada 2011-12. En marzo de 2012 es nombrado mánager general del club, aunando así, la dirección del primer equipo con la secretaría técnica y la dirección del fútbol base. En la temporada 2012-13, a pesar de un comienzo muy negativo, logró recuperarse y nuevamente evitó el descenso. Sin embargo, la LFP acordó el descenso administrativo del conjunto morado por irregularidades en su ampliación de capital, lo que acabaría con la marcha de Terrazas.
El 17 de diciembre de 2013, es contratado como nuevo técnico del Club Deportivo Mirandés, relevando a Gonzalo Arconada. Después de un irregular inicio, sacó al equipo de los puestos de descenso mediada la segunda parte del campeonato, pero una mala racha de resultados en las últimas jornadas condenaron al Mirandés al descenso. Pese a perder la categoría, fue ratificado por la directiva del club. Curiosamente, el descenso administrativo del Real Murcia permitió al Mirandés continuar en Segunda División A, finalizando en 8ª posición en la temporada siguiente. El 1 de diciembre de 2016, fue destituido tras sumar 3 empates y 6 derrotas en los 9 últimos partidos, siendo reemplazado por Claudio Barragán.
En septiembre de 2019, llega a un acuerdo con la AD Hogar Alcarreño, «AD Hogar Alcarreño SAD»., club de futbol de Guadalajara capital, que juega en la Regional Preferente de Castilla-La Mancha, siendo nombrado como entrenador y mánager general, firmando un contrato de 8 años. En su presentación del nuevo cargo, explica su proyecto a medio y largo plazo, con el objetivo de llevar al Hogar Alcarreño al futbol profesional e intentar alcanzar la Segunda División del futbol profesional en 8 años. El 30 de mayo de 2021 logra el ansiado ascenso a Tercera RFEF con el Hogar Alcarreño.
En su primera temporada en tercera división del grupo de Castilla-La Mancha, el equipo volvió a descender a la preferente regional, después de una nefasta temporada planificada por su propietario Carlos Terrazas, probablemente su mayor fracaso en el futbol, acompañado de una mala gestión de la SAD, que se ha quedado sin masa social y sponsors, por su falta de experiencia en este tipo de gestiones.

## Clubes
| Club                      | País   | Año       |
| ------------------------- | ------ | --------- |
| CD Santurtzi              | España | 1994-1995 |
| Zalla Unión Club          | España | 1995-1996 |
| Bilbao Athletic           | España | 1996-1999 |
| Gimnástica de Torrelavega | España | 1999-2000 |
| Burgos CF                 | España | 2000-2001 |
| Bilbao Athletic           | España | 2001-2002 |
| Burgos CF                 | España | 2002-2005 |
| AD Ceuta                  | España | 2005-2006 |
| SD Eibar                  | España | 2006-2007 |
| Real Jaén CF              | España | 2007-2009 |
| CD Guadalajara            | España | 2010-2013 |
| CD Mirandés               | España | 2013-2016 |
| SD Ponferradina           | España | 2017-2018 |
| AD Hogar Alcarreño        | España | 2019 -    |

## Palmarés
| Título                             | Club                      | País   | Año       |
| ---------------------------------- | ------------------------- | ------ | --------- |
| Segunda División B                 | Gimnástica de Torrelavega | España | 1999-2000 |
| Segunda División B                 | Burgos CF                 | España | 2000-01   |
| Segunda División B                 | SD Eibar                  | España | 2006-07   |
| Copa Federación                    | Real Jaén CF              | España | 2008-09   |
| Liga Primera Autonómica Preferente | AD Hogar Alcarreño        | España | 2020-21   |

### Logros
- Ascenso a Segunda División con el Burgos CF.
- Ascenso a Segunda División con la SD Eibar.
- Ascenso a Segunda División con el CD Guadalajara.
- Ascenso a Tercera División con la AD Hogar Alcarreño.
- 2022 DESCENSO a Regional preferente con la AD Hogar Alcarreño SAD